# 333055 Liang
333055 Liang este o planetă minoră (asteroid) din centura de asteroizi. A fost descoperită pe 15 septembrie 2007 la Mount Lemmon⁠(d) de Mount Lemmon Survey⁠(d). 
Obiectul prezintă o orbită caracterizată de o semiaxă mare de 2,6255962481867 UAi, o excentricitate de 0,073844201675384, o înclinație de 1,2314927264515 ° în raport cu ecliptica.